# Beaufortia leveretti
Beaufortia leveretti is een vis uit de familie Steenkruipers.

## Gedrag
In het aquarium is deze vis territoriaal wanneer er soortgenoten aanwezig zijn.

## Eisen aan het aquarium
Er mogen geen scherpe voorwerpen in het aquarium aanwezig zijn, deze vis verwondt zich namelijk redelijk snel.
Het aquariumwater moet zuurstofrijk zijn. De vis stelt een sterke stroming op prijs.

## Voer
Het hoofdvoer van deze vis bestaat uit algen. Levend voer, bijvoorbeeld muggenlarven, worden ook op prijs gesteld.